# Alexandre Sarrasin
Pour les articles homonymes, voir Sarrasin.
Alexandre Sarrasin, né le 13 mars 1895 à Saint-Maurice et mort le 24 juillet 1976 au Mont-sur-Lausanne, est un ingénieur civil suisse. 
Il est l'auteur de nombreux ouvrages d'art, comme le pont de Gueuroz.

## Biographie

### Origines et famille
Alexandre Sarrasin naît le 13 mars 1895 à Saint-Maurice, dans le canton du Valais. Il est originaire de la même commune et d'Orsières, dans le même canton. Son père, Aimé Louis Sarrasin, est propriétaire d'une tannerie et gérant d'un domaine ; sa mère est née Amélie Dénériaz. 
Il épouse en 1920 Armelle Pellissier, fille du conseiller national catholique conservateur valaisan Maurice Pellissier. 

### Études et parcours professionnel
Après des études de génie civil à l'École polytechnique fédérale de Zurich de 1913 à 1918, il ouvre son bureau d'ingénieurs à Lausanne en 1921, Bureau technique A. Sarrasin, qui compte des filiales à Bruxelles (1921-1964), Genève (depuis 1950), Sion (1951-1975) et Saint-Maurice (depuis 1975). Il le dirige jusqu'à son décès en 1976. Son plus jeune fils, Philippe, avec qui il codirige le bureau dès 1963, reprend la direction du bureau jusqu'à la fin des années 1990.
Il travaille comme professeur extraordinaire à l'Université de Lausanne de 1949 à 1957, où il donne des cours sur le béton armé.
Il est l'auteur d'un brevet sur les armatures de béton Caron.

## Œuvres notables

### Valais
- Pont de Branson à Fully (1925)[1]
- Bassin de compensation en arcs et contreforts des Marécottes (1925)[1]
- Pont de Gueuroz (1934)[1]
- Viaduc ferroviaire de Sembrancher (1953)
- Pont sur le Rhône en béton précontraint à Saint-Maurice (1957)

## Archives
- Fonds d'archive Philippe Sarrasin (0206), Archives de la construction moderne, École polytechnique fédérale de Lausanne